# Schmithof
Schmithof is een dorp in het stadsdistrict Kornelimünster/Walheim van de stad Aken. Schmithof heeft ongeveer 1000 inwoners.
In 1478 werd Schmithof voor het eerst schriftelijk vermeld als Zu der Schmitten.

## Bezienswaardigheden
- Verlaten kalksteengroeve, tegenwoordig natuurmonument, met overblijfselen van kalkovens en dergelijke.
- Vennbahn, tegenwoordig met een fietspad er langs.
- Sint-Jozefkerk, deels in modernistische stijl.
- Overblijfselen van de Westwall.

## Natuur en landschap
Schmithof ligt aan de voet van de Eifel op een hoogte van 260-300 meter. In het zuiden en oosten bevinden zich uitgestrekte bossen, zoals het Münsterwald en (in België) het Raerenerwald. Hier bevindt zich ook het Natuurpark Hoge Venen-Eifel.

## Foto's

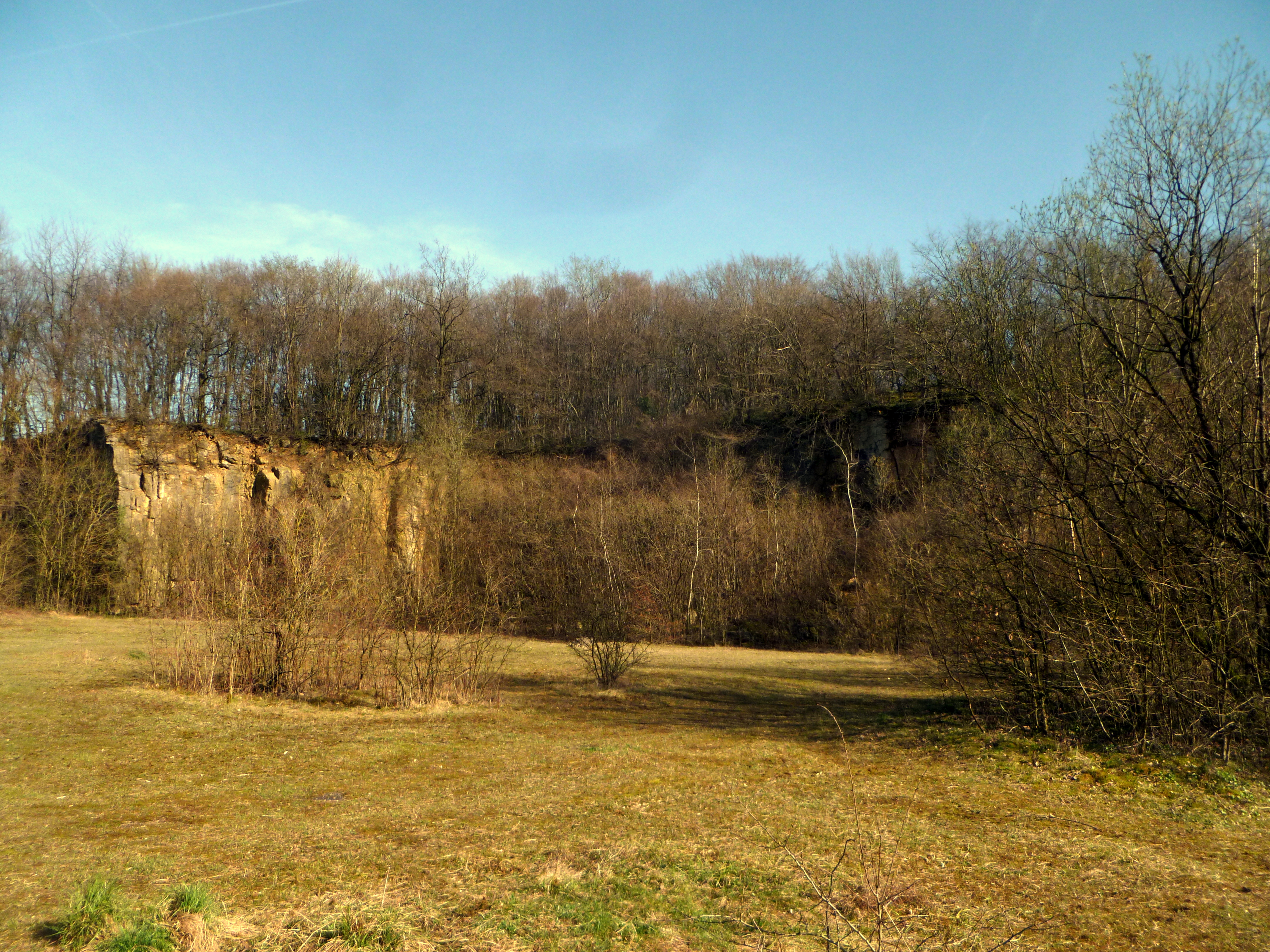
Voormalige kalksteengroeve
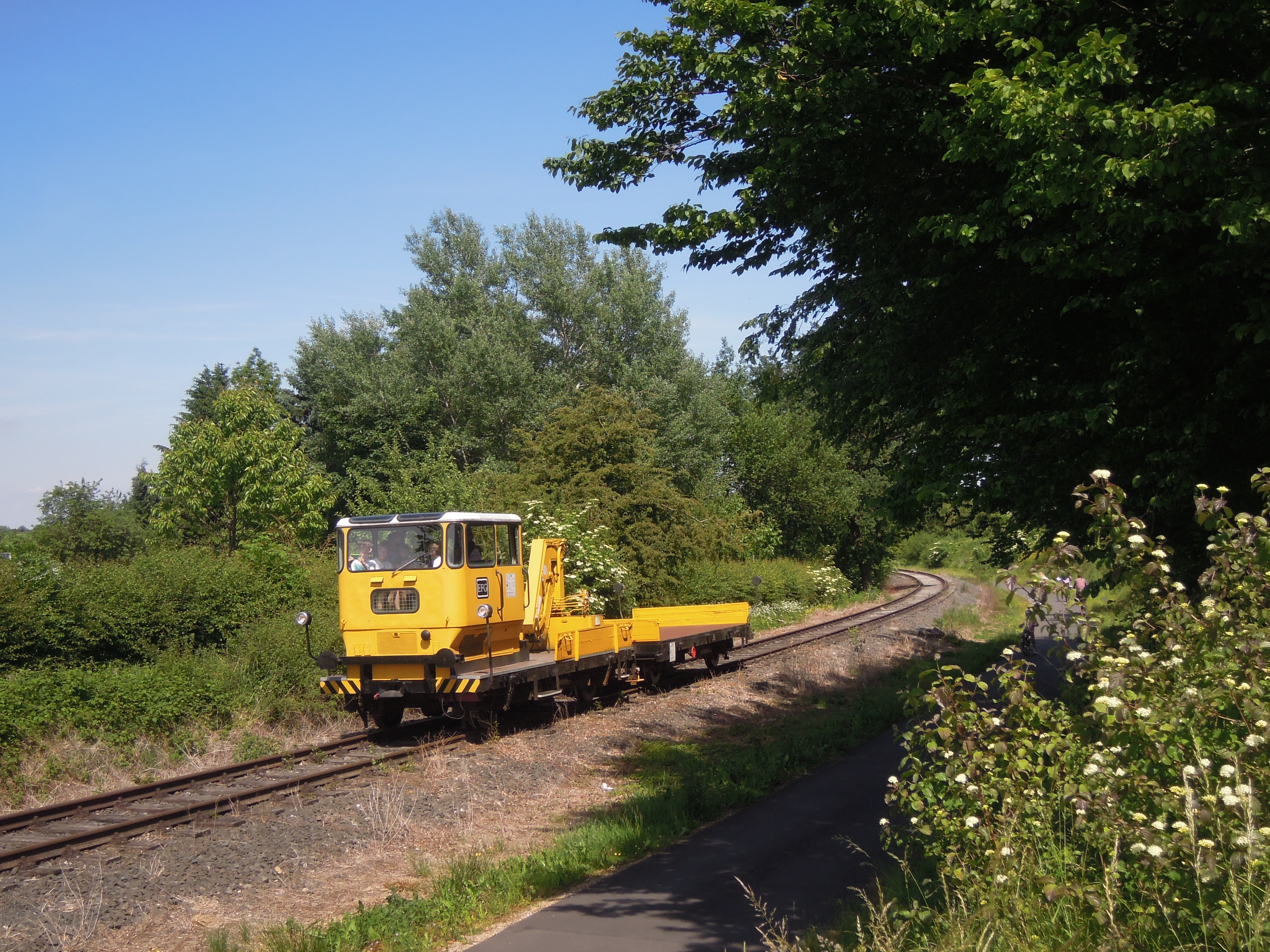
Vennbahn met fietspad bij Schmithof

## Nabijgelegen kernen
Walheim, Lichtenbusch, Raeren, Roetgen